# Métro de Fukuoka

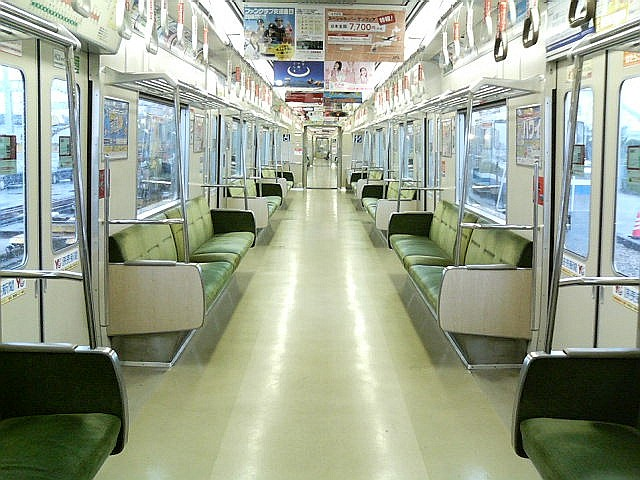
Intérieur d'une rame de métro.

Le métro de Fukuoka est un des systèmes de transport en commun de la ville de Fukuoka située dans l'ile de Kyūshū dans le sud du Japon.
Après avoir décidé la suppression du réseau de tramway de la ville à la fin des années 1970, il était nécessaire de construire un nouveau système de transport en commun. En 1973, il est décidé de construire un réseau de métro et les travaux commencent en 1975. Les lignes 1 et 2 se partagent une partie (8,5 km) des 30,5 km et 34 stations du réseau. Certaines des rames de métro poursuivent leur route, au-delà du terminus ouest de Meinohama, sur le tronçon de la ligne Chikuhi (44 km) du réseau des JR.
Les trains circulent en souterrain sauf aux terminus de Meinohama et Kaizuka. Le métro est ouvert de 5h30 à 23h30 et la fréquence est de 4 à 9 minutes; elle est portée entre 3 et 4 minutes durant les heures de pointe.

## Lignes
Le réseau comporte actuellement trois lignes et 36 stations, en ne tenant compte qu'une seule fois des stations de correspondance Nakasu-Kawabata et Hakata. 
| Couleur et sigle | Couleur et sigle | Lettre  | Ligne   | Nom      | Ouverture | Dernière extension | Longueur | Stations | Écartement |
| ---------------- | ---------------- | ------- | ------- | -------- | --------- | ------------------ | -------- | -------- | ---------- |
| Orange           |                  | K       | Ligne 1 | Kūkō     | 1981      | 1993               | 13,1 km  | 13       | 1 067 mm   |
| Bleue            |                  | H       | Ligne 2 | Hakozaki | 1982      | 1986               | 4,7 km   | 7        | 1 067 mm   |
| Verte            |                  | N       | Ligne 3 | Nanakuma | 2005      | 2023               | 13,6 km  | 18       | 1 435 mm   |
| Total :          | Total :          | Total : | Total : | Total :  | Total :   | Total :            | 31,4 km  | 36       |            |

### Ligne Kūkō (Ligne 1)
La ligne Kūkō de 5,8 km de long a été ouverte en 1981. Le dernier prolongement qui a eu lieu en 1993 lui permet de desservir l'aéroport. La ligne est longue aujourd'hui de 13,1 km et comporte 13 stations; les 2 terminus sont l'aéroport et la station de Meinohama.

### Ligne Hakozaki (Ligne 2)
La ligne Hakozaki, ouverte, en 1982 a atteint en 1986 sa longueur actuelle de 4,7 km. Son terminus ouest, Nakasu-Kawabata, est connecté avec la ligne Kūkō. Son terminus est, Kaizuka, est connecté à la ligne Miyajidake du réseau privé Nishitetsu. Aux heures de pointe les rames circulent sur la ligne Kuko et vont jusqu'à Meinohama.

### Ligne Nanakuma (Ligne 3)

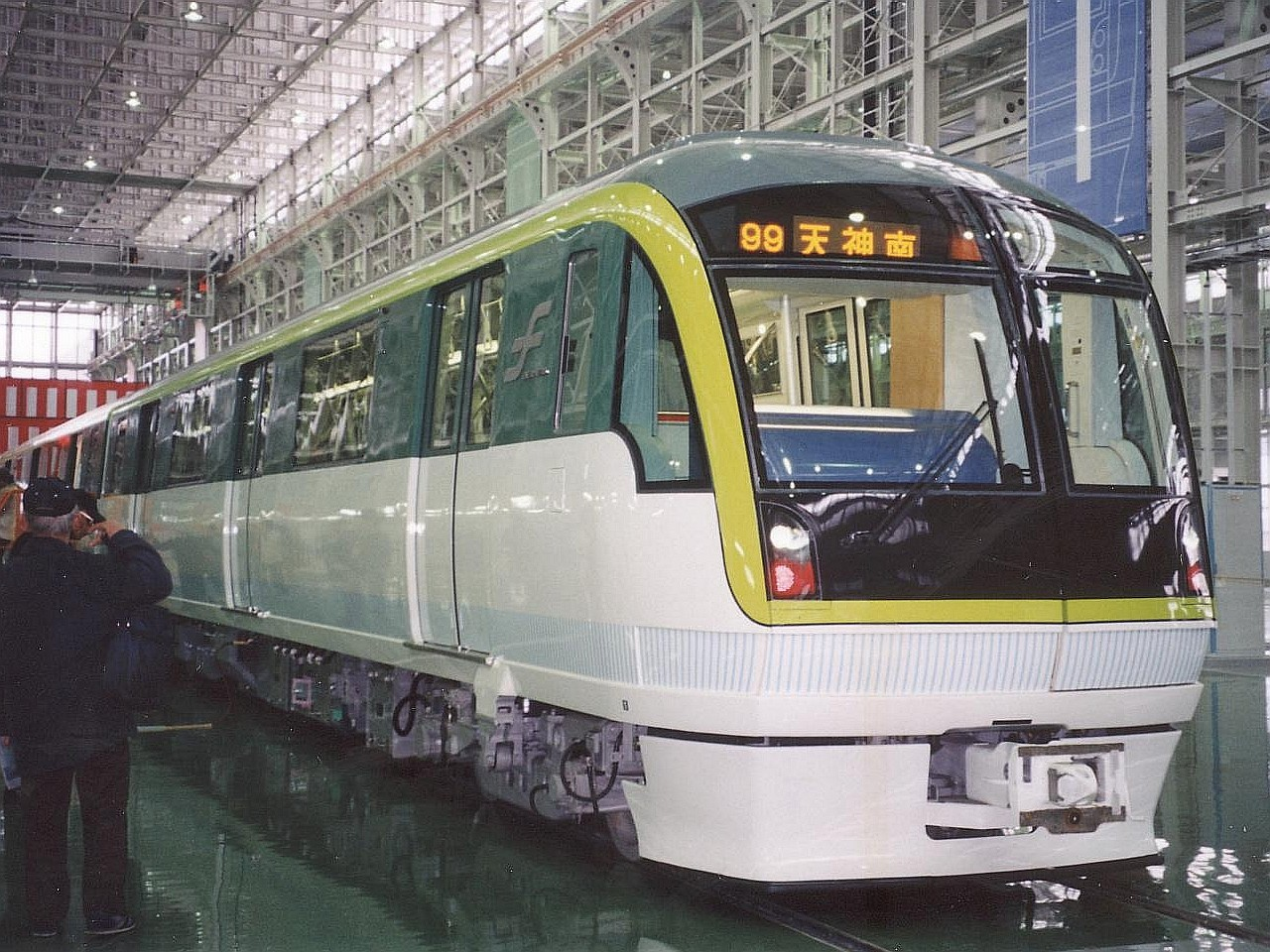
Train de la série 3000 utilisé sur la ligne Nanakuma.

La ligne Nanakuma, ouverte en 2005, est longue de 13,6 km et comporte 18 stations. Son parcours est entièrement souterrain et relie la station Hakata vers le sud-ouest jusqu'à la station de Hashimoto. Elle avait au départ comme terminus la station Tenjin-minami et n'offrait alors pas de correspondance avec une autre ligne de métro mais elle était par contre connectée au réseau privé Nishitetsu. Cependant, en 2023, la ligne fut prolongée de 1,6 km à l'est pour desservir la Gare de Hakata ce qui a permis de la mettre en correspondance avec les deux autres lignes de métro ainsi que les lignes de train classiques et le Shinkansen.

## Données techniques
L'écartement des lignes Kūkō et Hakozaki est de 1 067 mm et l'alimentation se fait par caténaire à la tension de 1 500 volts en courant continu. Les rames comportent 6 voitures pour les lignes Kūkō et Hakozaki et 4 voitures pour la ligne Nanakuma. Les trains circulent à une vitesse maximale de 90 km/h. L'accès aux quais se fait par escalier roulant et ascenseurs. La longueur des quais est de 120 m. L'écartement de la ligne Nanakuma est de 1 435 mm, la traction est assurée par un moteur linéaire et l'alimentation se fait par caténaire à la tension de 1 500 volts continu.

## Matériel roulant
| Série | Livraison | Constructeur(s)                                                         | Nombre de rame | Nombre de voitures par rame | Ecartement des rails | Ligne(s) desservie(s) | Photo |
| ----- | --------- | ----------------------------------------------------------------------- | -------------- | --------------------------- | -------------------- | --------------------- | ----- |
| 1000  | 1981      | Kinki Sharyo, Kawasaki Heavy Industries, Nippon Sharyo, J-TREC, Hitachi | 18             | 6                           | 1 067 mm             |                       |       |
| 2000  | 1993      | Kinki Sharyo, Kawasaki Heavy Industries, Nippon Sharyo                  | 6              | 6                           | 1 067 mm             |                       |       |
| 3000  | 2005      | Hitachi                                                                 | 21             | 4                           | 1 435 mm             |                       |       |
| 4000  | 2024      | Kawasaki Heavy Industries                                               | 2              | 6                           | 1 067 mm             |                       |       |

## Projets
Il existe des plans pour desservir le quartier du port au-delà de la station Tenjin (il s'agirait de quelques stations desservies par les 3 lignes). La ligne Hakozaki doit être prolongée vers le nord-est en passant par la ligne Miyajidake du réseau Nishitetsu.